# Lénárd Ferenc
Lénárd Ferenc (Lehner Ferenc) (Fiume, 1911. október 1. – Budapest, 1988. április 8.) pszichológus, a pedagógiai pszichológia egyik  jelentős személyisége.
Tudományos munkásságának középpontjában a gondolkodás kutatása állt.

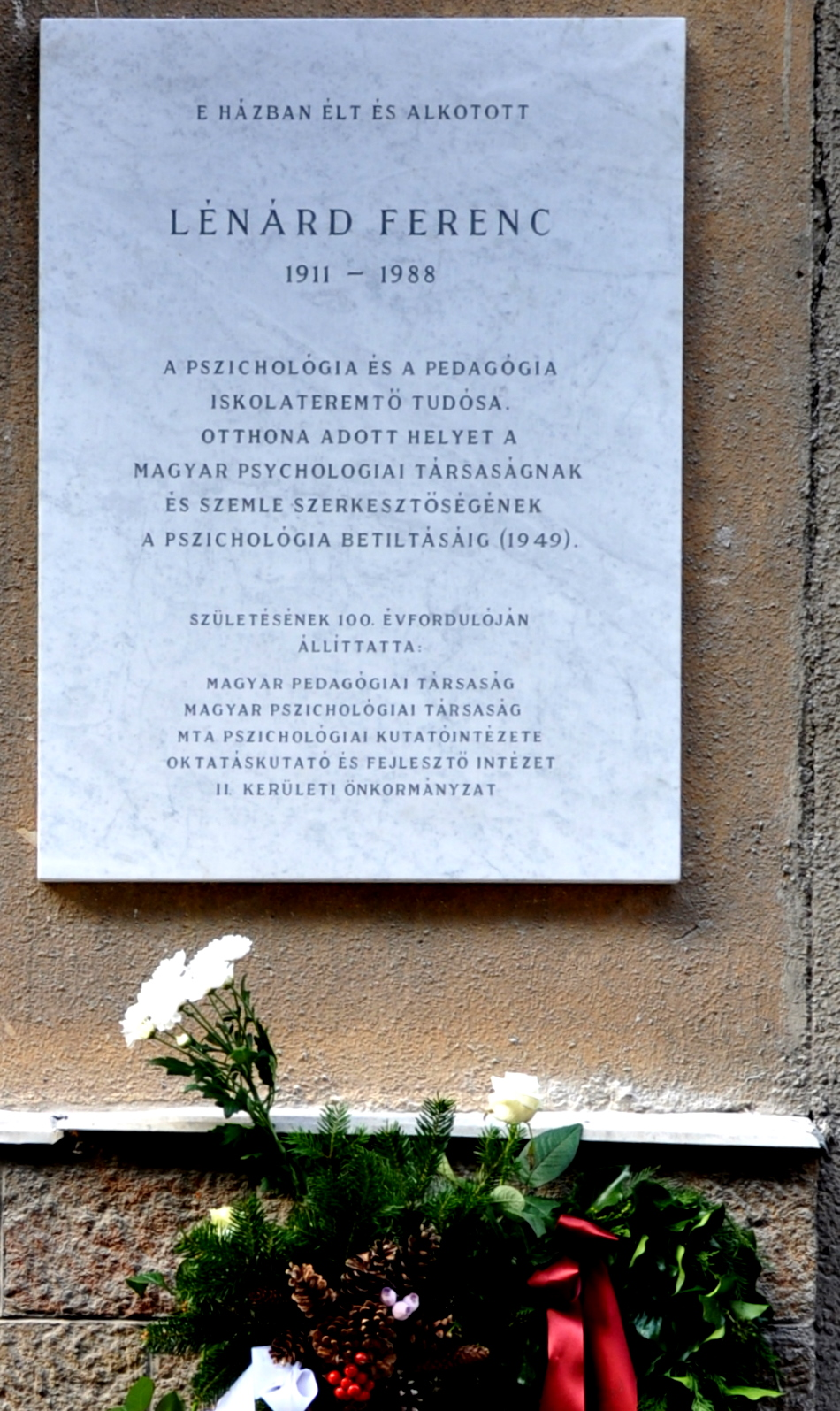
Lénárd Ferenc emléktáblája, II. kerület, Pengő utca 5. sz. alatt

## Életpályája
Felsőfokú tanulmányokat a budapesti Pázmány Péter Tudományegyetem  folytatott, matematika-filozófia szakos középiskolai tanári diplomát szerzett 1933-ban. Bölcsészdoktorrá fogadták 1934-ben, egyetemi magántanári képesítést 1945-ben nyert. 1961-ben lett a pszichológia tudományok kandidátusa, majd 1969-ben az Akadémia nagydoktora. Címzetes egyetemi tanári címet kapott 1986-ban.
Segédkönyvtáros, majd könyvtáros a tudományegyetem Filozófiai Intézetének könyvtárában.  A Magyar Filozófiai Társaság  és a Magyar Psychológiai Társaság tagja volt. Részt vett a vitaüléseken. Publikált az  Athenaeum és  a Magyar Psychológiai Szemle folyóiratokban. − A  Műegyetem Közgazdaságtudományi Karán, a Gazdasági és Műszaki Akadémián dolgozott 1946-tól, majd 1954-től a Pedagógiai Tudományos Intézetben (PTI), 1962-től az MTA Pszichológiai Intézetben. 1972-től az Országos Pedagógiai Intézetbe (OPI) nevezték ki tanszékvezető főiskolai tanárnak, itt működött 1977-ig. 1977−1981 között az MTA pedagógiai kutatócsoportjának volt főmunkatársa.− Részt vett a Balatonfüredi Pedagógus Konferencián (1956. október 1−6).

## Jelentősége
A munkásságával, magatartásával hozzájárult Magyarországon, az 1950-ben "száműzött" pszichológia tudomány szerepének, jelentőségének visszaállításához. 1963-tól folytatott kísérleteivel a budai Arany János iskola az MTA Pszichológiai Intézete kísérleti iskolája lett; az iskolában  pszichológiai laboratóriumot hozott létre. E vonatkozásban, európai viszonylatban is az elsők között volt. − Középiskolai pszichológiai tankönyveivel (1960-as évek − 1980-as évek) segítően hozzájárult a magyarországi pszichológiai műveltség terjesztéséhez.
Kezdetben (1940-es évek eleje) a gondolkodás filozófiai, logikai, majd több évtizeden át, pszichológiai vonatkozásai foglalkoztatták. Hazánkban nevéhez fűződött a gondolkodás makro- és mikrostruktúrájának határozott elkülönítése; a makrostruktúrát a gondolkodási fázisokkal, a mikrostruktúrát a gondolkodási műveletekkel írta le. Kilenc fázissal jellemezte a gondolkodás pszichológiai folyamatát, s ezzel határozta meg a saját gondolkodáskutatásait.
Kutatói tevékenységének másik nagy területét képezte a pszichológia eredményeinek és alkalmazásának vizsgálata iskolai (tanítási) körülmények között. A matematika és a történelem tárgyak oktatásán keresztül kezdte el a vizsgálatokat, később egyre több tárgyra terjesztette ki a kísérleteket, amely alapján kialakult az ő általános (iskolai) tanuláspszichológiai elmélete és gyakorlata. − Jelentős műve az európai kitekintést is adó A lélektan útjai c. pszichológiatörténeti munkája (1946). − Mind a közoktatás fejlesztésében, mind a tudományos közéletben jelentős szerepe volt.

## Tudományos tisztségek
- Magyar Pszichológiai Szemle szerkesztője (1968−1973)
- Pszichológiai Tanulmányok évkönyv szerkesztője (I−XIV. 1958−1973)
- Pszichológia a gyakorlatban c. sorozat szerkesztője (1963−1967)
- A pszichológia új útjai c. kötet szerkesztője (1967)
- Az alkalmazott lélektan c. kötet szerkesztője (1973)

## Díjak, elismerések
- Akadémiai Díj[2] (1963)

## Társasági tagság
- Magyar Pszichológiai Társaság

## Legfontosabb művei
- részt vállalt Platón összes művei első magyar kiadásának szerkesztésében (1943).
- A lélektan útjai (1946, 1989) – ISBN 963-05-5239-6.
- Emberismeret (Egyetemi Nyomda, 1948)
- Természettani ismeretek (1954)
- Tanulmányok a megértés lélektanából (1959)
- A problémamegoldó gondolkodás (1963, 1987) – ISBN 963-05-4565-9.
- A gondolkodás rugalmassága és a variációk (1969)
- A képességek fejlesztése a tanítási órán (1979, 1982, 19876) – ISBN 963-17-6085-5.
- A közoktatás fejlesztése és a pszichológia (1979)
- Emberismeret a pedagógiai munkában (1981) – ISBN 963-17-5796-X.
- Az absztrakció kialakítása kisiskoláskorban (1982) – ISBN 963-05-2845-2.
- A gondolkodás hétköznapjai (1982)
- Kísérletek az iskolában (1983)
- Pedagógiai ellentmondások (1986) – ISBN 963-05-4340-0.
- A nevelés gyakorlata a tanítási órán (1990) – Szerzőtárs: Demeter Katalin – ISBN 963-182-646-5.
- 171 cikkből álló sorozata jelent meg Mindennapok pedagógiája címen a Pedagógusok Lapjában.

## Emlékezete
- 2012-ben emléktáblát állítottak tiszteletére Budapest II. kerületében.